# Přibice
Přibice är en ort i Tjeckien.   Den ligger i regionen Södra Mähren, i den sydöstra delen av landet, 200 km sydost om huvudstaden Prag. Přibice ligger 185 meter över havet och antalet invånare är 994.
Terrängen runt Přibice är platt.Runt Přibice är det ganska tätbefolkat, med 72 invånare per kvadratkilometer. Närmaste större samhälle är Pohořelice, 4,2 km nordväst om Přibice. Trakten runt Přibice består till största delen av jordbruksmark.